# Витале Кандиано
Витале Кандиано (на италиански: Vitale Candiano) е двадесет и четвърти дож на Република Венеция от 978 до 979 г.
Той произлиза от могъщата фамилия Кандиано. Вероятно е син на двадесет и първия дож Пиетро III Кандиано (упр. 942–959) и съпругата му Аркиелда. Брат е на Пиетро IV Кандиано (дож през 959–976). Внук е на Пиетро II Кандиано (дож през 932–939) и правнук на Пиетро I Кандиано (дож през 887).
Витале е избран за дож през септември 978 г. като кандидат на опозицията против партията на Орсеоло, но през ноември 979 г. се отказва от службата и се оттегля в манастира Сан Иларио. След четири дни умира в манастира, където е и погребан.
Витале Кандиано има дъщеря:
- Мария Кандиано, омъжена за Пиетро II Орсеоло, двадесет и шести дож на Венеция.